# Discographie de Clint Eastwood
Voici la liste des albums qu'a composé Clint Eastwood.

## Albums et bandes originales
Peu avant les années 1960, il n'était pas rare qu'une célébrité de la télévision — comme l'était à l'époque Clint Eastwood — enregistre un album pour tester sa popularité. C'est ainsi qu'en 1959 Clint Eastwood franchit cette étape en enregistrant son premier album intitulé Rawhide's Clint Eastwood Sings Cowboy Favorites (ASIN B000063E0V) chez Cameo Records. Ce sont pour la plupart des reprises de morceaux connus. Cet album représente l'esprit de l'Amérique de l'époque.
Puis, en 1969, il participe à l'enregistrement de la bande originale du film La Kermesse de l'Ouest, aux côtés d'Alan Jay Lerner, Lee Marvin, Andre Previn, Anita Gordon, Frederick Loewe et Harve Presnell. Distribuée par Mca Records, la bande originale (ASIN B000002PEY), d'une durée de 46:27 minutes, a été très appréciée lors de sa sortie le 15 octobre 1969,.
Par la suite, le 17 octobre 1996, le Carnegie Hall Jazz Band, à New York, organise un concert sur Clint Eastwood, et sa filmographie. Ce dernier interprète même une chanson durant le concert. Composé de vingt-six titres, l'album (ASIN B000002NEK) est produit et distribué par la Warner Bros. Records en 1997. Il démontre l'amour du jazz qu'a Eastwood depuis son enfance. D'ailleurs, son fils, Kyle Eastwood participe également au concert, sur le morceau This Time the Dream's on Me.
En 2003, il collabore pour la première fois avec son fils, Kyle Eastwood, sur la bande originale d'un de ses films : Mystic River. Pour les besoins de la composition (ASIN B0000DBK8C), produites et distribuée par Warner Bros./Malpaso, d'une durée totale de 01:02:02 heures, Eastwood, à l'aide de Lennie Niehaus, a travaillé aux côtés du Boston Symphony Orchestra et du Tanglewood Festival Chorus,.
Pour Million Dollar Baby, Clint Eastwood travaille à nouveau avec son fils, Kyle Eastwood, qui interprète deux des morceaux de l'album. La bande originale (ASIN B0007O38FI) est distribuée le 1er mars 2005 par le label Varèse Sarabande. C'est l'Hollywood Studio Symphony qui interprète les morceaux sous la direction de Lennie Niehaus. La musique exprime la mélancolie et le désespoir du personnage principal, interprété par Eastwood lui-même.
Distribuée le 17 octobre 2006, la bande originale de Mémoires de nos pères (ASIN B000IOM1TG), composée par Eastwood, est à nouveau orchestrée par l'Hollywood Studio Symphony et dirigée par Lennie Niehaus. L'album est distribué sous le label Milan Records et dure 59:31 minutes. Kyle Eastwood collabore, par ailleurs, à nouveau avec son père sur le morceau Knock Knock.
Pour la première fois, Eastwood compose la musique d'un film qu'il n'a pas tourné, avec la bande originale de Grace is Gone. Distribuée le 23 octobre 2007 sous le label Milan Records, l'album (ASIN B000VKL0S0) dure 41:45 minutes,. Il contient par ailleurs un morceau interprété par Jamie Cullum, et un autre par le groupe The Boy Least Likely To.
De retour avec le label Varèse Sarabande, produit par Robert Townson, Eastwood compose seul la musique de son film L'Échange. Changeling Original Motion Soundtrack (ASIN B001HADFG8), distribué le 4 novembre 2008, a été orchestré par l'Hollywood Studio Symphony — il s'agit de leur troisième collaboration avec Eastwood — et enregistré au Bel Air Studios et au Eastwood Scoring Stage,. L'album dure au total 41 minutes et est arrangé par Kyle Eastwood et Michael Stevens.
La musique de ce film est composée par Clint Eastwood et par le Français Christian Jacob et son groupe de jazz The Tierney Sutton Band.

## Discographie publiée en EP 45
Enregistrement de cet EP 45 en 1962 : GNP Crescendo Records / GNP 177. Il existe peut-être un album LP rattaché à l'édition de cet EP 45 …